# Matej Maglica
Matej Maglica (ur. 25 września 1998 w Slavonskim Brodzie) – niemiecki piłkarz grający na pozycji obrońcy.